# Tajfunnik grubodzioby
Tajfunnik grubodzioby (Bulweria fallax) – gatunek ptaka oceanicznego z rodziny burzykowatych (Procellariidae). Bliski zagrożenia wyginięciem.

## Taksonomia
Jest to gatunek monotypowy. Czasami bywał uznawany za podgatunek tajfunnika cienkodziobego (B. bulwerii), jednak badania wykazały, że są to odrębne gatunki.

## Występowanie i biotop
Zasięg występowania obejmuje północno-zachodni Ocean Indyjski, lęgi odbywają się na Sokotrze; istnieją podejrzenia, że rozmnaża się również w Omanie, w głębi lądu (w pustynnych górach) lub wzdłuż wybrzeża, na przykład na wyspach Kuria Muria, lub odległych klifach wzdłuż wschodniego wybrzeża.

## Morfologia
Długość ciała około 30–32 cm. Upierzenie ciemnobrązowe; dziób i nogi czarne. Brak dymorfizmu płciowego – młode ptaki podobne do dorosłych.

## Ekologia i zachowanie

### Tryb życia
Ptak przystosowany do życia na otwartym oceanie – stosunkowo niewiele wiadomo o zwyczajach tego gatunku (ptaki gniazdują prawdopodobnie w głębi lądu, w górach na pustyni w pobliżu wybrzeży Omanu).

### Pożywienie
Pokarm stanowią prawdopodobnie ryby, kałamarnice i skorupiaki.

## Status i zagrożenia
Międzynarodowa Unia Ochrony Przyrody (IUCN) uznaje tajfunnika grubodziobego za gatunek bliski zagrożenia (NT – Near Threatened)) nieprzerwanie od 2000 roku. Liczebność światowej populacji szacuje się na około 2500–9999 dorosłych osobników. Globalny trend liczebności nie jest znany.